# Дапагліфлозин
Дапагліфлозин (англ. Dapagliflozin) — синтетичний таблетований цукрознижуючий лікарський засіб для прийому всередину, який застосовується для лікування цукрового діабету другого типу, та за деякими показами для лікування цукрового діабету першого типу. Дапагліфлозин відноситься до групи гліфлозинів. Препарат розроблений у лабораторії компанії «AstraZeneca» у співпраці з компанією «Bristol-Myers Squibb».

## Фармакологічні властивості
Дапагліфлозин — синтетичний препарат, що відноситься до групи гліфлозинів. Механізм дії препарату полягає в інгібуванні натрійзалежного котранспортера глюкози 2-го типу, що призводить до зниження реабсорбції глюкози з клубочкового фільтрату в канальцях нирок, наслідком чого є збільшення виведення глюкози, а також і натрію з сечею, що призводить до зниження концентрації глюкози в крові. Дапагліфлозин не порушує нормального вироблення ендогенної глюкози в організмі, діє незалежно від вироблення та дії інсуліну, та не пригнічує інші транспортери глюкози. Препарат є високоселективним інгібітором натрійзалежного котранспортера глюкози 2-го типу, та в більш ніж 1400 разів селективніше діє на котранспортер глюкози 2-го типу, ніж на натрійзалежний котранспортер глюкози 1-го типу. Одночасно дапагліфлозин збільшує виведення глюкози з організму з сечею, при цьому також підвищується виведення натрію з сечею без зниження концентрації натрію в крові. Препарат також покращує якість життя та знижує ризик серцево-судинної смерті, а також знижує частоту загострень хвороби та частоту госпіталізації хворих із хронічною серцевою недостатністю, незалежно від наявності чи відсутності цукрового діабету. При застосуванні дапагліфлозину у зв'язку з його частково сечогінним ефектом спостерігається антигіпертензивний ефект. Також при застосуванні препарату внаслідок підвищеної екскреції глюкози з сечею спостерігається зниження калоражу, наслідком чого є дозозалежне зниження ваги хворих.

### Фармакокінетика
Дапагліфлозин швидко та добре всмоктується після перорального застосування, біодоступність препарату складає 79 %. Максимальна концентрація дапагліфлозину в крові досягається протягом 2 годин. Дапагліфлозин добре (на 91 %) зв'язується з білками плазми крові. Метаболізується препарат у печінці з утворенням кількох метаболітів, які не мають цукрознижуючих властивостей. Виводиться дапагліфлозид із організму переважно з сечею у вигляді метаболітів, частково препарат виводиться з калом. Середній період напіввиведення препарату складає 12,9 годин, та може незначно збільшуватися при порушеннях функції печінки або нирок, а також у літніх осіб.

## Покази до застосування
Дапагліфлозин застосовують при цукровому діабеті ІІ типу як самостійний препарат, так і в комбінації з іншими цукрознижуючими препаратами.

## Побічна дія
При застосуванні дапагліфлозину найчастішими побічними ефектами є свербіж шкіри, вульвовагінит, баланіт, інфекції статевих органів та сечових шляхів, біль у спині, дизурія, дислипідемія, підвищення гематокриту. Гіпоглікемія та кетоацидоз при застосуванні препарату спостерігаються вкрай рідко. Іншими рідшими побічними ефектами препарату є запаморочення, сухість у роті, запор, набряк Квінке, підвищення рівня креатиніну і сечовини в крові.

## Протипокази
Дапагліфлозин протипоказаний при підвищеній чутливості до препарату, важких порушеннях функції нирок, при вагітності та годуванні грудьми, особам молодшим 18 років.

## Форми випуску
Дапагліфлозин випускається у вигляді таблеток по 0,005 і 0,01 г. Дапагліфлозин випускається у вигляді комбінованих препаратів разом із саксагліптином і метформіном.

## Експериментальне застосування
У квітні 2020 року повідомлено, що проводяться клінічні дослідження щодо ефективності дапагліфлозину при коронавірусній хворобі 2019.